# 蘇多瓦維什尼亞
蘇多瓦維什尼亞（烏克蘭語：Судова Вишня，羅馬化：Sudova Vyshnya，發音：[sʊˈdɔʋɐ ˈʋɪʃnʲɐ] ⓘ）是乌克兰西部利沃夫州亞沃里夫區蘇多瓦維什尼亞市鎮内的城市及该市镇的行政中心，2020年7月18日前隶属于莫斯季斯卡區。該市位於拉基夫卡河与維什尼亞河的交汇处，始建於1230年，面積28.1平方公里，海拔高度219米，2022年人口数量为6,470人。

## 图集

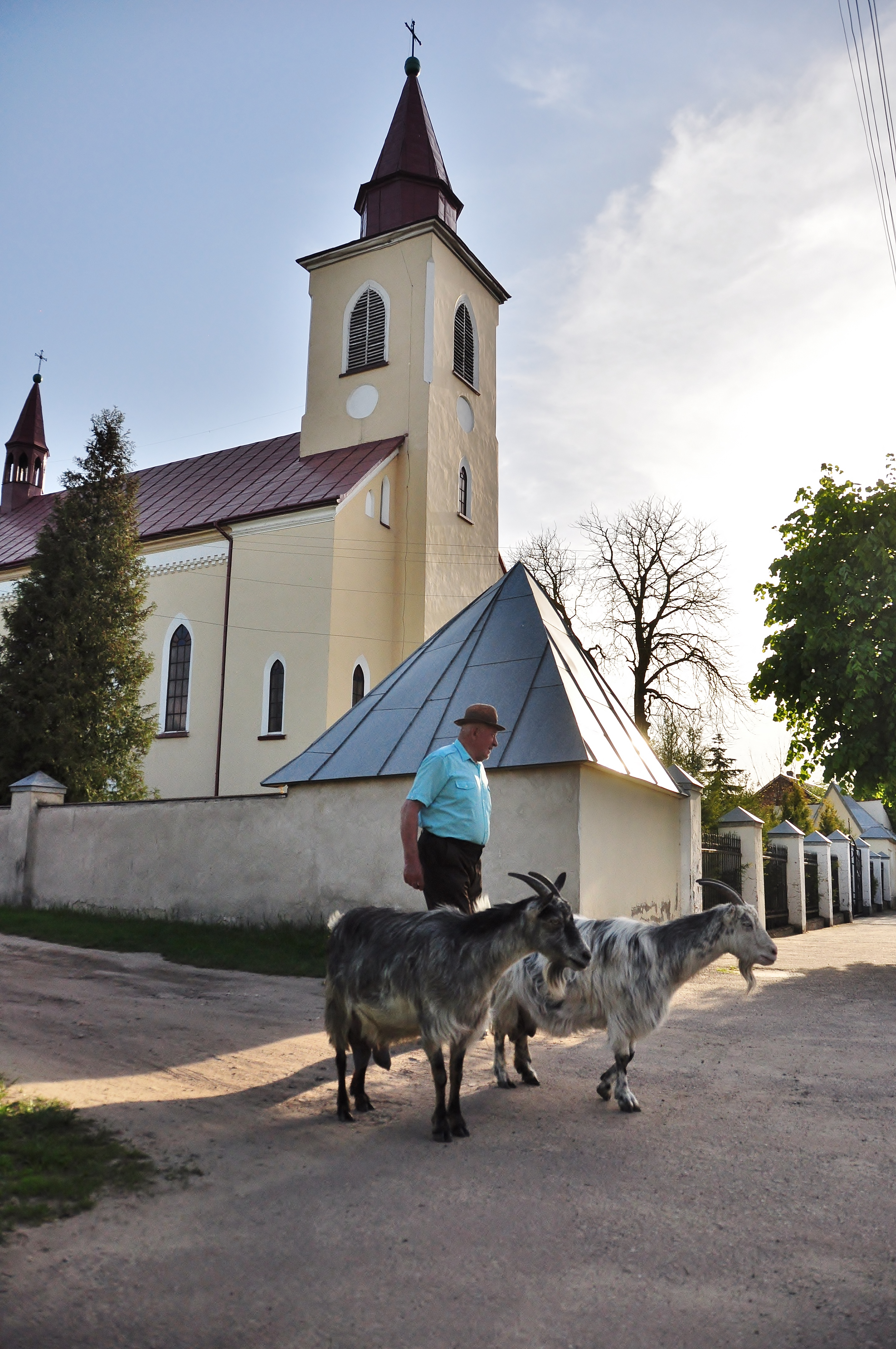
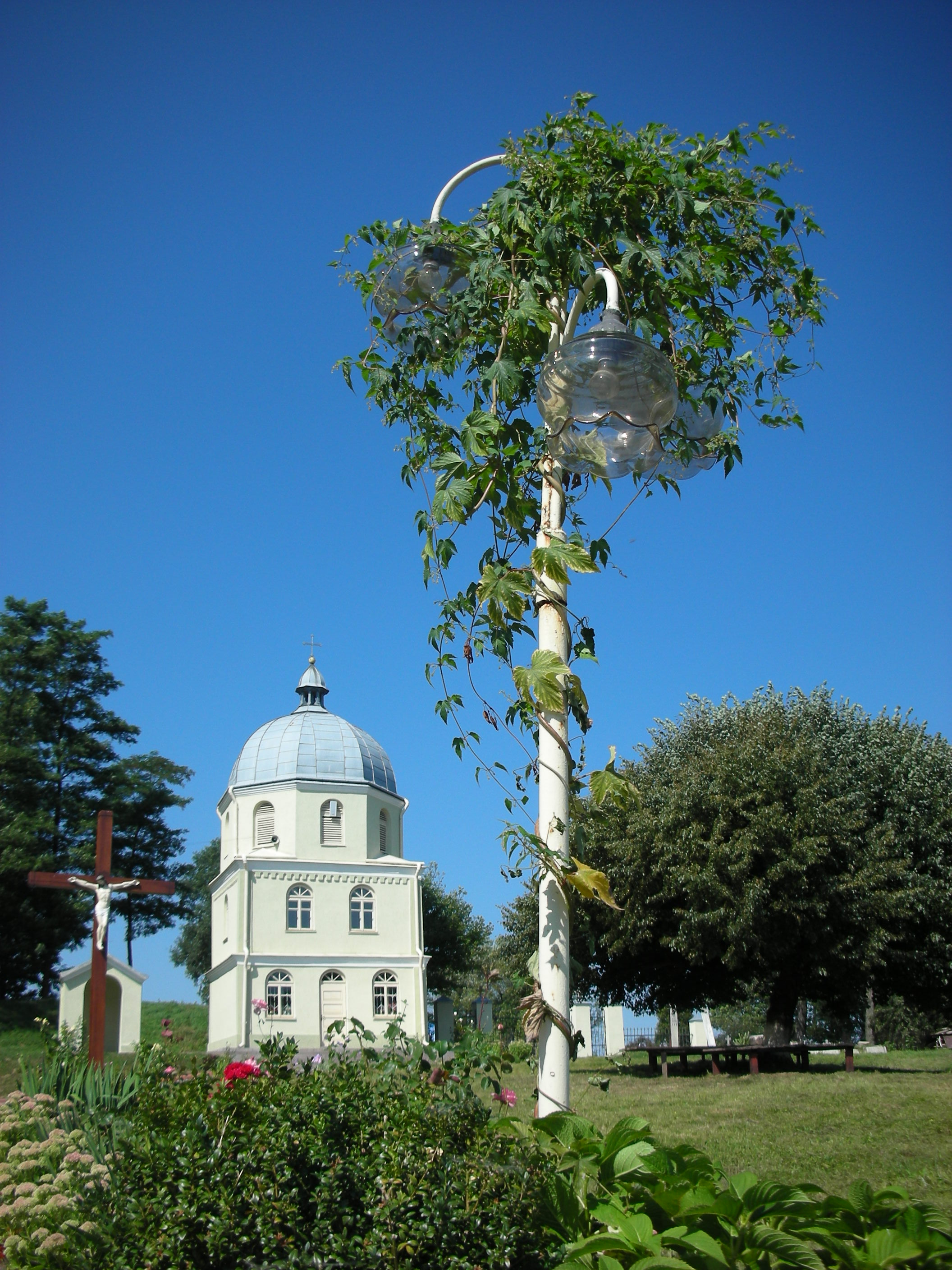
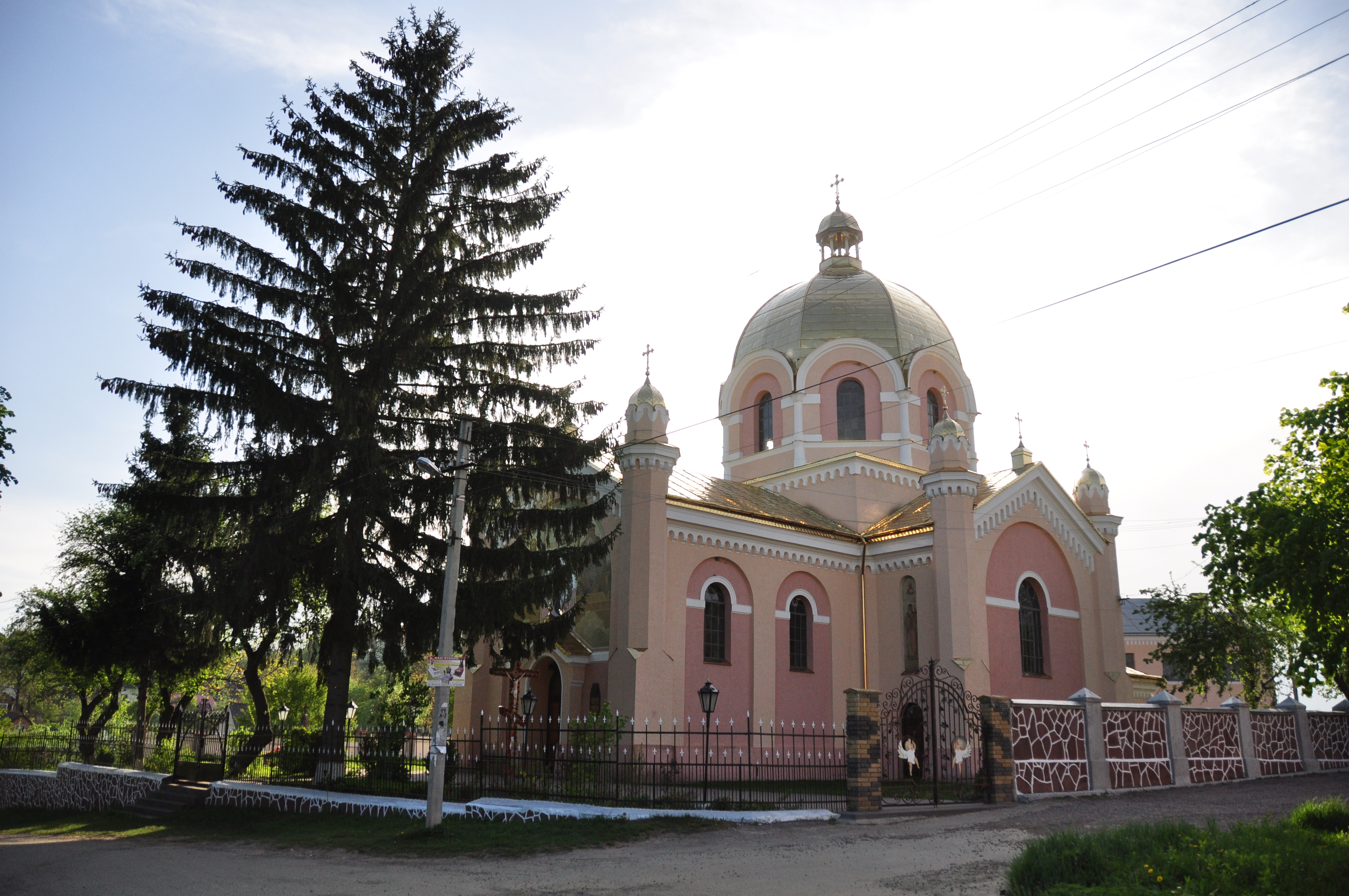
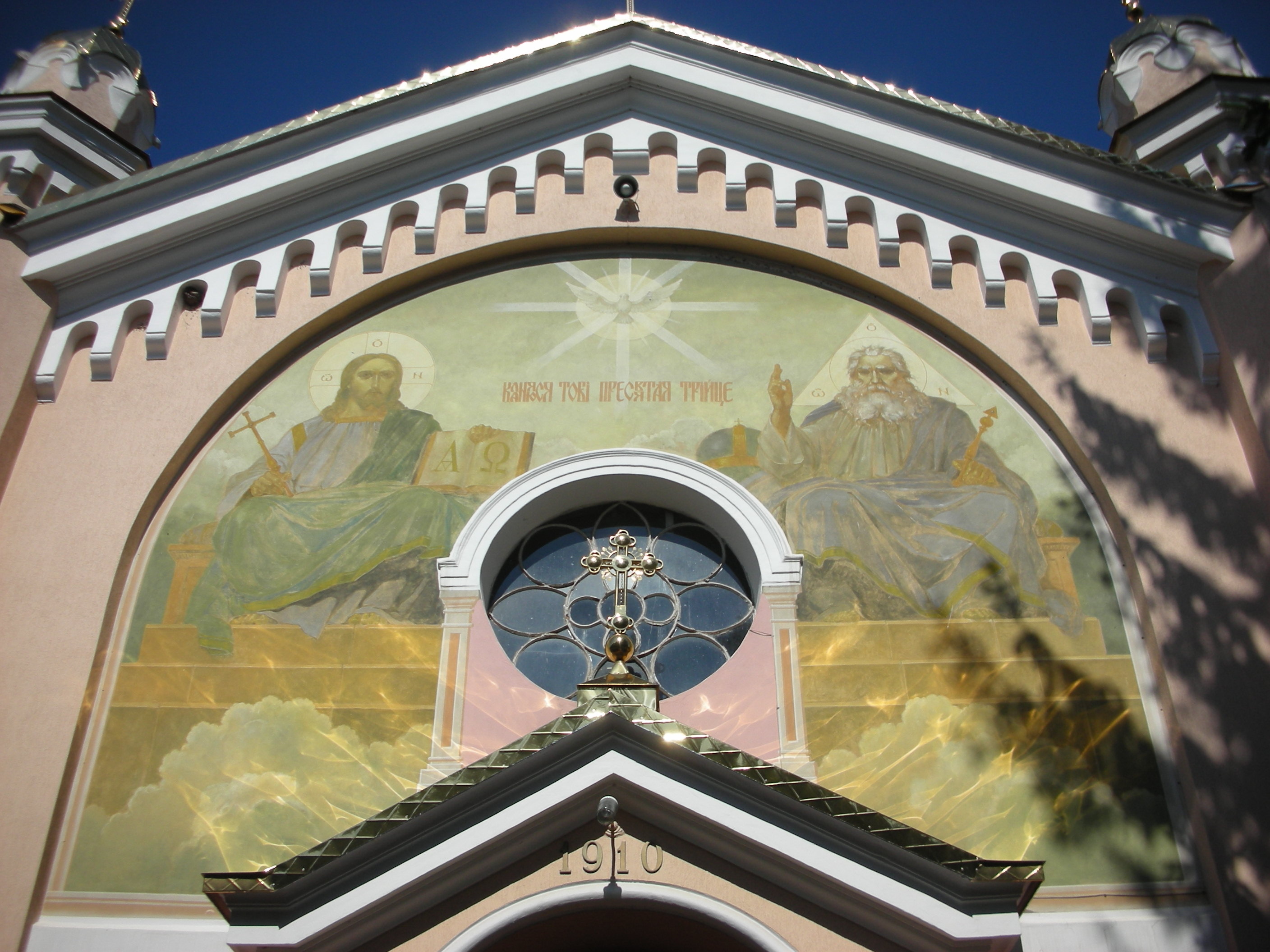
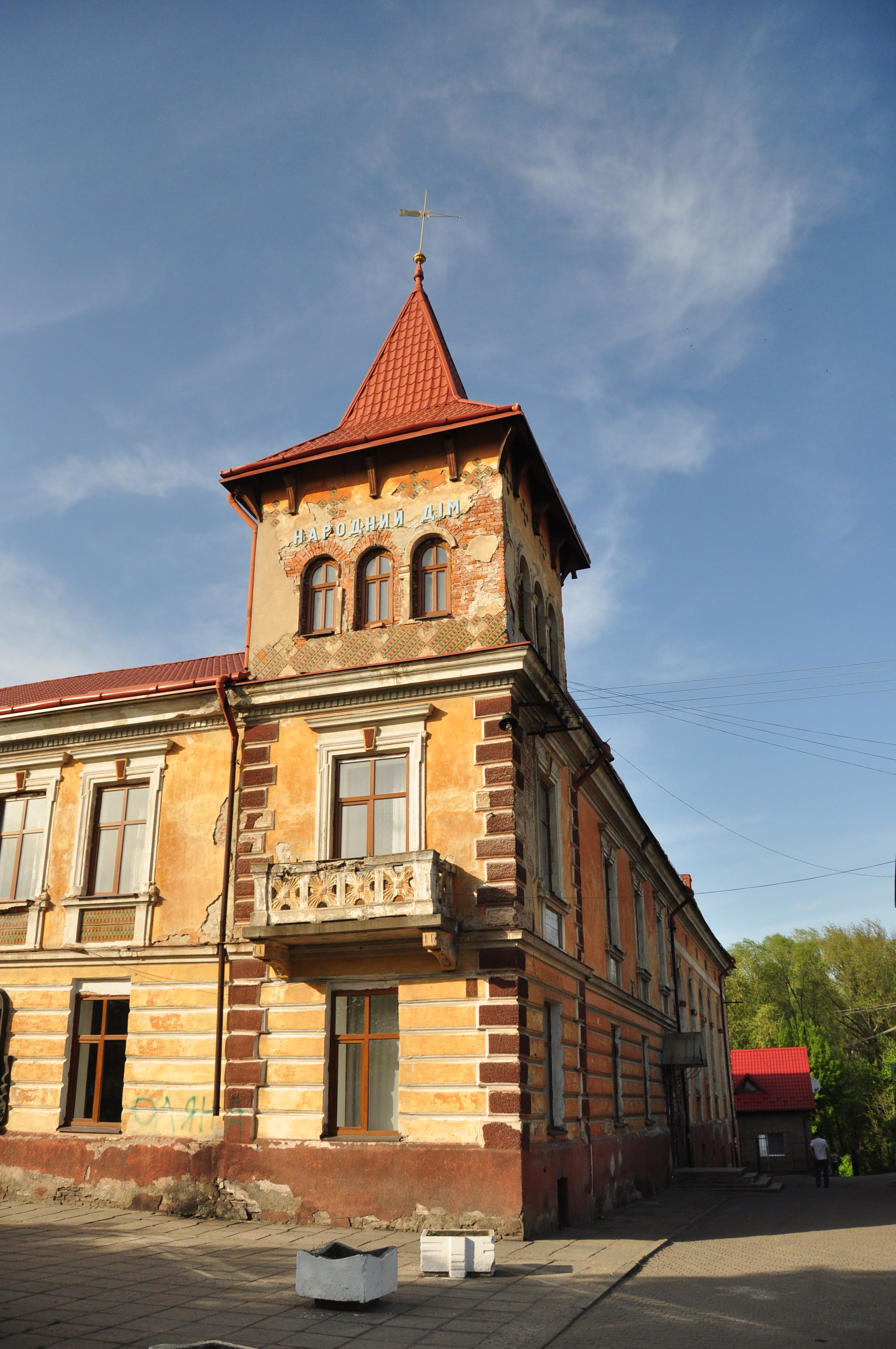
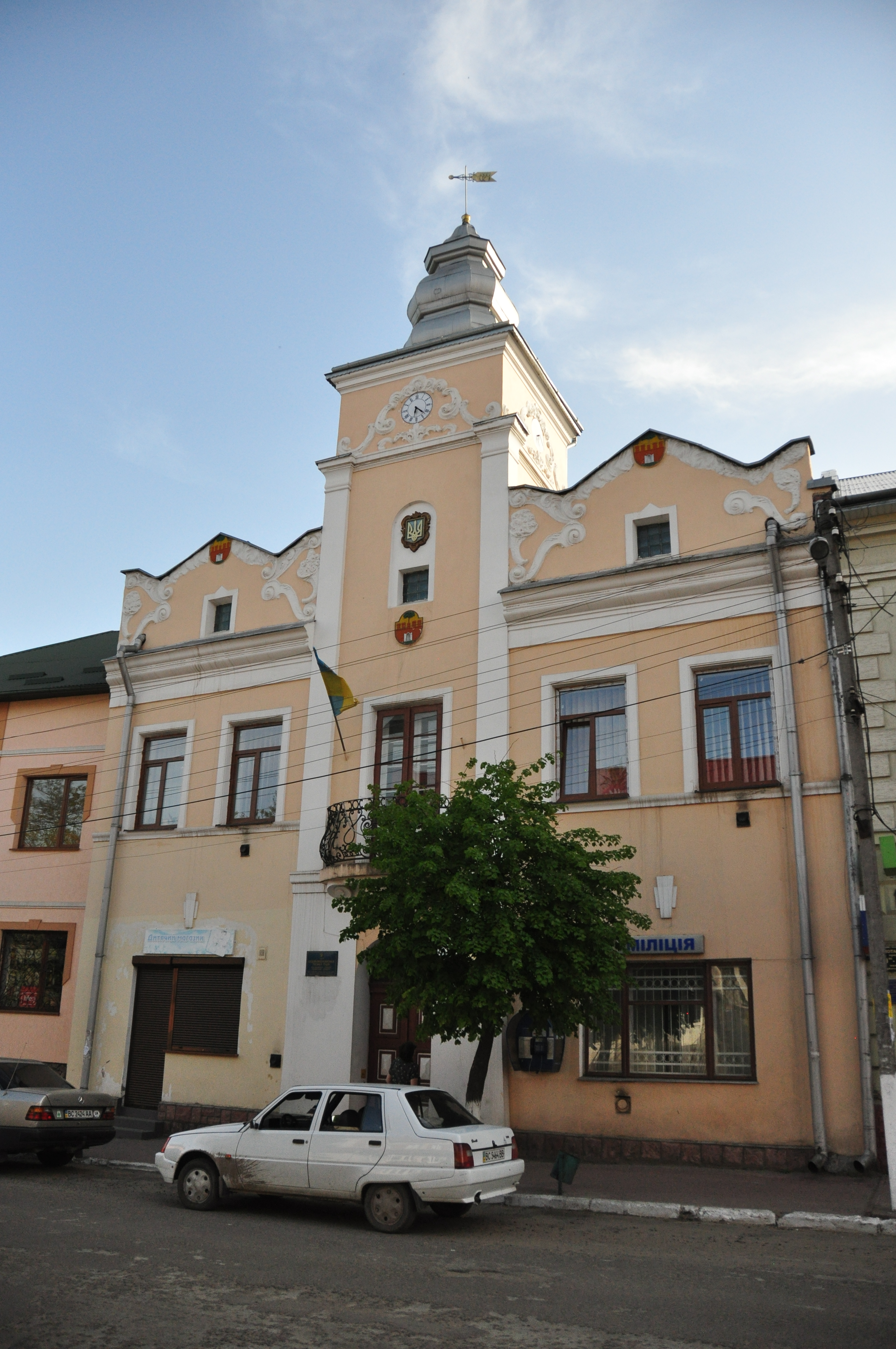